# 도신 (일본사)
도신 (同心, どうしん)은 에도 막부의 하급 관리이다. 부교 (일본사) · 교토소사대 · 죠다이 · 반토 등의 부하로 요리키의 관리를 받으며 문서작업이나 경호, 경비 등의 잡무를 했다. 개별 번도 아시가루의 명칭을 도신으로 하는 경우가 많았다. 
메이지 유신 후 소츠조쿠(卒族)라는 이름을 받았지만 곧 폐지되었다. 

## 중세
도신은 중세 후기 일본어에서 일치단결을 의미하는 단어였고 일미(一味)나 잇키와 동의어였다. 센고쿠 다이묘의 하급무사들은 평시엔 열심히 일하고 전투시엔 잘 싸우기 위해 항상 단결이 필요했기 때문에 그들을 도신이라고 부르기 시작했다. 이후 에도 막부도 막신의 직함으로 도신을 선택했다.

## 다양한 도신
도쿠가와씨 관리의 아시가루는 모두 도신이 되었기 때문에 닌자의 후예인 이가도신伊賀同心, 甲賀同心이나 철포를 다루는 백인조百人組 등 다양한 도신이 있었다. 딱히 후다이譜代라는 명칭이 없어도 봉록이 후손에게 상속되었다. 막부의 도신은 막신이었지만 하타모토는 아니었고 고케닌 신분이었다.
하치오지 천인도신八王子千人同心은 다케다씨 쪽 직제명을 받았기 때문에 에도 직제의 도신과는 다르다.

## 마치카타 도신
에도의 마치부교에는 요리키가 각각 25기, 도신이 100명씩 배치되어 사법 · 행정 · 경찰의 책임을 맡았다. 이중 경찰 역할이던 마와리카타(廻り方) 도신은 남북 마치부교소를 합쳐 30명도 안되었기 때문에 인구 백만에 가까운 에도의 치안을 유지하기엔 무리가 있었다. 도신은 사적으로 오캇피키(岡っ引)라는 앞잡이를 보유했다.
마와리카타 도신은 이키있는 옷차림으로 인기가 있었다. 에도 사람들에게 익숙했던 도신은 定町廻り同心였고 자기 구역을 순회했다. 그 외에도 임시 도신과 비밀 도신隠密廻り同心 등이 있었다.
보통 도신의 봉록은 30표에 2인분의 부지미扶持여서 쇼군가의 직참 무사와 비교해도 적지 않았다. 다이묘들과 상인들에게서 받는 부수입까지 더하면 그 몇 배에 달하기도 했다. 따라서 오캇피키를 고용하는게 가능했다. 숙소를 따로 제공받았기 때문에 그 동네는 도신의 대명사가 되었다. 요리키가 300평, 도신은 100평 규모의 집이었다. 숙소가 핫초보리에 있어서 그들을 가리키는 통칭이 되었다.
범죄를 다루는 일이므로 더러운 일이라 여기기도 했으므로 기본적으로는 세습이 아닌 고용이 원칙이었지만 사실상 세습이 이루어졌다. 따라서 표면적으로 도신 가문에 돈내고 양자로 들어가 무사신분을 얻는 경우가 있었다. 하지만 이 권리同心株를 팔수록 사람이 가난해진다는 말도 있었다. 유명한 사례로 히구치 이치요의 아버지가 있다. 

## 같이 보기
- 요리키